# Championnat d'Europe d'omnium masculin
Le Championnat d'Europe d'omnium masculin est le championnat d'Europe de l'omnium organisé annuellement par l'Union européenne de cyclisme. Le premier championnat d'Europe d'omnium a eu lieu en 1956 et a été remporté par Armin von Büren. En 1995, une compétition apparaît avec des épreuves privilégiant les sprinteurs. 
Depuis 2010, il est organisé dans le cadre des championnats d'Europe de cyclisme sur piste élites et il reprend les épreuves de l'omnium des Jeux olympiques.

## Palmarès

### Omnium olympique
De 2010 à 2015, cette épreuve comprend un tour lancé (sur 250 mètres), une course aux points, une course à l'élimination, une poursuite, une course scratch et un contre-la-montre départ arrêté (sur 1 000 mètres).
Après les Jeux olympiques de Rio de 2016, lors du congrès de l'UCI à Doha (en même temps que les Championnats du monde de cyclisme sur route 2016), le règlement est modifié. Les épreuves sont réduites de six à quatre et se déroulent toutes en peloton sur une seule journée. De plus, la course tempo devient l'une des quatre manches au programme, avec la course scratch, la course à l'élimination et la course aux points. Pour l'UCI, il s'agit de définir l'omnium comme la spécialité des coureurs endurants.
| Année / Lieu | Or                  | Argent                | Bronze                 |
| ------------ | ------------------- | --------------------- | ---------------------- |
| 2010         | Roger Kluge         | Tim Veldt             | Rafał Ratajczyk        |
| 2011         | Edward Clancy       | Bryan Coquard         | Elia Viviani           |
| 2012         | Lucas Liss          | Artur Ershov          | Gediminas Bagdonas     |
| 2013         | Viktor Manakov      | Tim Veldt             | Martyn Irvine          |
| 2014         | Elia Viviani        | Jonathan Dibben       | Unai Elorriaga Zubiaur |
| 2015         | Elia Viviani        | Lasse Norman Hansen   | Jonathan Dibben        |
| 2016         | Albert Torres       | Gaël Suter            | Benjamin Thomas        |
| 2017         | Albert Torres       | Julius Johansen       | Benjamin Thomas        |
| 2018         | Ethan Hayter        | Elia Viviani          | Casper Von Folsach     |
| 2019         | Benjamin Thomas     | Lasse Norman Hansen   | Oliver Wood            |
| 2020         | Matthew Walls       | Yauheni Karaliok      | Iúri Leitão            |
| 2021         | Alan Banaszek       | Fabio Van den Bossche | Matias Malmberg        |
| 2022         | Donavan Grondin     | Simone Consonni       | Sebastián Mora         |
| 2023         | Benjamin Thomas     | Simone Consonni       | William Perrett        |
| 2024         | Ethan Hayter        | Niklas Larsen         | Fabio Van den Bossche  |
| 2025         | Tim Torn Teutenberg | Niklas Larsen         | Philip Heijnen         |

- Tableau des médailles

| Rang  | Nation          | Or | Argent | Bronze | Total |
| ----- | --------------- | -- | ------ | ------ | ----- |
| 1     | Grande-Bretagne | 4  | 1      | 3      | 8     |
| 2     | France          | 3  | 1      | 2      | 6     |
| 3     | Allemagne       | 3  | 0      | 0      | 3     |
| 4     | Italie          | 2  | 3      | 1      | 6     |
| 5     | Espagne         | 2  | 0      | 2      | 4     |
| 6     | Russie          | 1  | 1      | 0      | 2     |
| 7     | Pologne         | 1  | 0      | 1      | 2     |
| 8     | Danemark        | 0  | 5      | 2      | 7     |
| 9     | Pays-Bas        | 0  | 2      | 1      | 3     |
| 10    | Belgique        | 0  | 1      | 1      | 2     |
| 11    | Biélorussie     | 0  | 1      | 0      | 1     |
| 11    | Suisse          | 0  | 1      | 0      | 1     |
| 14    | Irlande         | 0  | 0      | 1      | 1     |
| 14    | Lituanie        | 0  | 0      | 1      | 1     |
| 14    | Portugal        | 0  | 0      | 1      | 1     |
| Total | Total           | 17 | 17     | 17     | 51    |

### Omnium endurance
Cette épreuve n'avait initialement pas de composition fixe, mais était souvent composée d'une course aux points, d'une poursuite individuelle, d'un kilomètre (ou 500 m) lancé et d'une course à élimination. Initialement, l'épreuve était appelée Critérium d'Europe, était organisée par l'Union Européenne des Vélodromes d'Hiver (UEHV, marqué sur le maillot du tenant du titre) et donnait droit à un maillot doré, avec bandes arc en ciel (le blanc remplaçant le jaune) verticales. L'épreuve était généralement sur invitation et était ouverte aux coureurs actifs sur les vélodromes européens, y compris des coureurs d'autres continents (généralement des Australiens). Par après, l'épreuve a été reprise par l'UEC et le maillot a été changé plusieurs fois.
| Année    | Or                   | Argent              | Bronze                |
| -------- | -------------------- | ------------------- | --------------------- |
| 1956     | Armin von Büren      | Jacques Bellenger   | Rik Van Steenbergen   |
| 1959     | Rik Van Steenbergen  | Palle Lykke         | Günther Ziegler       |
| 1961     | Fritz Pfenninger     | Peter Post          | Rik Van Steenbergen   |
| 1962 (1) | Palle Lykke          | Rik Van Steenbergen | Fritz Pfenninger      |
| 1962 (2) | Rudi Altig           | Peter Post          | Rik Van Steenbergen   |
| 1964     | Peter Post           | Fritz Pfenninger    | Hans Junkermann       |
| 1965 (1) | Patrick Sercu        | Peter Post          | Ferdinand Bracke      |
| 1965 (2) | Rudi Altig           | Rik Van Steenbergen | Peter Post            |
| 1967     | Patrick Sercu        | Peter Post          | Tom Simpson           |
| 1968     | Patrick Sercu        | Eddy Merckx         | Ron Baensch           |
| 1969     | Patrick Sercu        | Peter Post          | Robert Lelangue       |
| 1970 (1) | Patrick Sercu        | Eddy Merckx         | Peter Post            |
| 1970 (2) | Patrick Sercu        | Rudi Altig          | Peter Post            |
| 1972 (1) | Patrick Sercu        | Graeme Gilmore      | René Pijnen           |
| 1972 (2) | Patrick Sercu        | Graeme Gilmore      | Alain Van Lancker     |
| 1973     | Graeme Gilmore       | Leo Duyndam         | Günter Haritz         |
| 1975 (1) | Eddy Merckx          | Alain Van Lancker   | Roy Schuiten          |
| 1975 (2) | Patrick Sercu        | Günter Haritz       | Danny Clark           |
| 1977 (1) | Patrick Sercu        | Danny Clark         | Freddy Maertens       |
| 1977 (2) | Danny Clark          | Roman Hermann       | Freddy Maertens       |
| 1978     | Danny Clark          | Patrick Sercu       | Dietrich Thurau       |
| 1980 (1) | Patrick Sercu        | Danny Clark         | Roman Hermann         |
| 1980 (2) | Urs Freuler          | Anthony Doyle       | Patrick Sercu         |
| 1981     | Urs Freuler          | Robert Dill-Bundi   | Roman Hermann         |
| 1982     | Gert Frank           | Urs Freuler         | Anthony Doyle         |
| 1983     | Danny Clark          | Gert Frank          | Urs Freuler           |
| 1984     | Danny Clark          | Josef Kristen       | Ferdi Van Den Haute   |
| 1985     | Josef Kristen        | Urs Freuler         | Sigmund Hermann       |
| 1987 (1) | Danny Clark          | Urs Freuler         | Pierangelo Bincoletto |
| 1987 (2) | Urs Freuler          | Josef Kristen       | Volker Diehl          |
| 1988     | Anthony Doyle        | Volker Diehl        | Michael Marcussen     |
| 1989     | Etienne De Wilde     | Peter Pieters       | Konstantin Khrabvzov  |
| 1990     | Konstantin Khrabvzov | Jens Veggerby       | Philippe Tarantini    |
| 1995     | Peter Pieters        | Franz Stocher       | Jérôme Neuville       |
| 1996     | Jérôme Neuville      | Guido Fulst         | Peter Pieters         |
| 1997     | Jérôme Neuville      | Robert Hayles       | Guido Fulst           |
| 1998     | Olaf Pollack         | Mario Vonhof        | Robert Karśnicki      |
| 1999     | Robert Karśnicki     | Lubor Tesař         | Vasyl Yakovlev        |
| 2001     | Franco Marvulli      | Alexander Aeschbach | Franz Stocher         |
| 2002     | Franco Marvulli      | Alexander Aeschbach | Roland Garber         |
| 2003     | Franco Marvulli      | Lyubomyr Polatayko  | Angelo Ciccone        |
| 2004     | Alexei Markov        | Angelo Ciccone      | Petr Lazar            |
| 2005     | Linas Balčiūnas      | Tomas Vaitkus       | Konstantin Ponomarev  |
| 2006     | Jens Mouris          | Rafał Ratajczyk     | Franco Marvulli       |
| 2007     | Unai Elorriaga       | Rafał Ratajczyk     | Jens Mouris           |
| 2008     | Wim Stroetinga       | Robert Bartko       | Elia Viviani          |
| 2009     | Rafał Ratajczyk      | Robert Bartko       | Unai Elorriaga        |

### Omnium sprint
Cette épreuve est composée d'un 200 mètres lancé, d'un keirin, d'une course à élimination et d'une épreuve de vitesse individuelle.
| Année | Or               | Argent             | Bronze                 |
| ----- | ---------------- | ------------------ | ---------------------- |
| 1995  | Eyk Pokorny      | José Manuel Moreno | José Antonio Escuredo  |
| 1996  | Ainārs Ķiksis    | Pavel Buráň        | Laurent Gané           |
| 1997  | Eyk Pokorny      | Jens Fiedler       | Ainārs Ķiksis          |
| 1998  | Viesturs Bērziņš | Ainārs Ķiksis      | Pavel Buráň            |
| 1999  | John Giletto     | Pavel Buráň        | Roberto Chiappa        |
| 2001  | Pavel Buráň      | Ainārs Ķiksis      | Viesturs Bērziņš       |
| 2002  | Ainārs Ķiksis    | Pavel Buráň        | Viesturs Bērziņš       |
| 2003  | Ainārs Ķiksis    | Ivan Vrba          | Pavel Buráň            |
| 2004  | Damian Zieliński | Grzegorz Krejner   | Pavel Buráň            |
| 2005  | Marco Jäger      | Teun Mulder        | Sergey Ruban           |
| 2006  | Tim Veldt        | Damian Zieliński   | Kasper Lindholm Jessen |
| 2007  | Teun Mulder      | François Pervis    | Arnaud Tournant        |
| 2008  | Theo Bos         | Tim Veldt          | François Pervis        |
| 2009  | Denis Špička     | François Pervis    | Andriy Vynokourov      |